# Pelham (New York)
Pelham is een town (gemeente) in de Amerikaanse staat New York, en valt bestuurlijk onder Westchester County. Het is de oudste gemeente van Westchester. Het is een voorstad van New York, en bestaat uit de dorpen Pelham en Pelham Manor. Het ligt ongeveer 12 km ten noordoosten van Midtown Manhattan.

## Geschiedenis
In 1642 werd een nederzetting gesticht door Anne Hutchinson, maar in 1643 werden de kolonisten vermoord door de Siwanoy inheemsen. In 1654 tekende Thomas Pell een vredesverdrag met de Siwanoy en kocht een gebied van ongeveer 3.700 hectare. Een gemeente werd opgericht en vernoemd naar zijn leraar Pelham Burton. In 1788 werd het een onderdeel van Westchester County.
In 1873 werd een treinstation geopend in Pelham aan de New Haven Line. In 1895 kreeg Pelham zijn huidige vorm, omdat de stad New York een gedeelte van de gemeente annexeerde. De huidige wijken City Island, Pelham Bay, en Pelham Gardens, en het stadspark Pelham Bay Park bevinden zich in de New Yorkse borough The Bronx. Pelham heeft een klein winkelcentrum, maar bestaat voornamelijk uit luxe woonwijken.

## Demografie
In 2020 telde Pelham 13.078 inwoners waarvan 7.326 in het dorp Pelham wonen en 5.752 in Pelham Manor. 58,6% van de bevolking is blank; 9,8% is Aziatisch; 10,7% is Afro-Amerikaans en 15,6% is Hispanic ongeacht ras of etnische groepering. In 2019 was het gemiddelde gezinsinkomen US$140.783, en ligt fors boven het gemiddelde van de New York ($72.108).

## Transport
Pelham kan worden bereikt via de snelweg Interstate 95 en de Hutchinson River Parkway. Het heeft een station aan de New Haven Line.

## Geboren
- Nick Bollettieri (1931-2022), tenniscoach
- Michael Schwerner (1939-1964), mensenrechtenactivist vermoord door Ku Klux Klan. De gefictionaliseerde film Mississippi Burning is gebaseerd op de moord.[8]
- Felix Cavaliere (1942), rock- en soulzanger, toetsenist, en muziekproducent

## Galerij

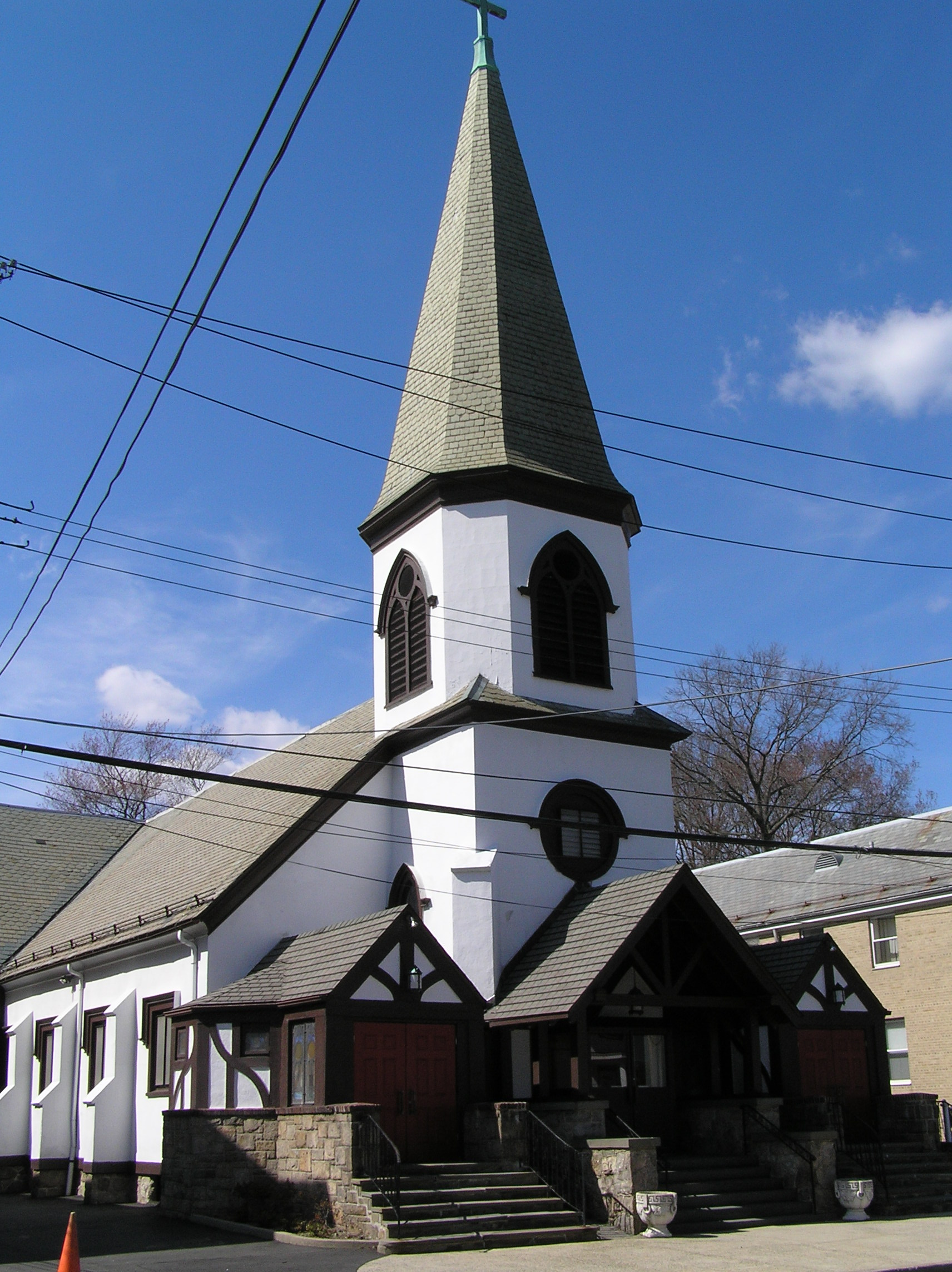
Saint Catherine's Church
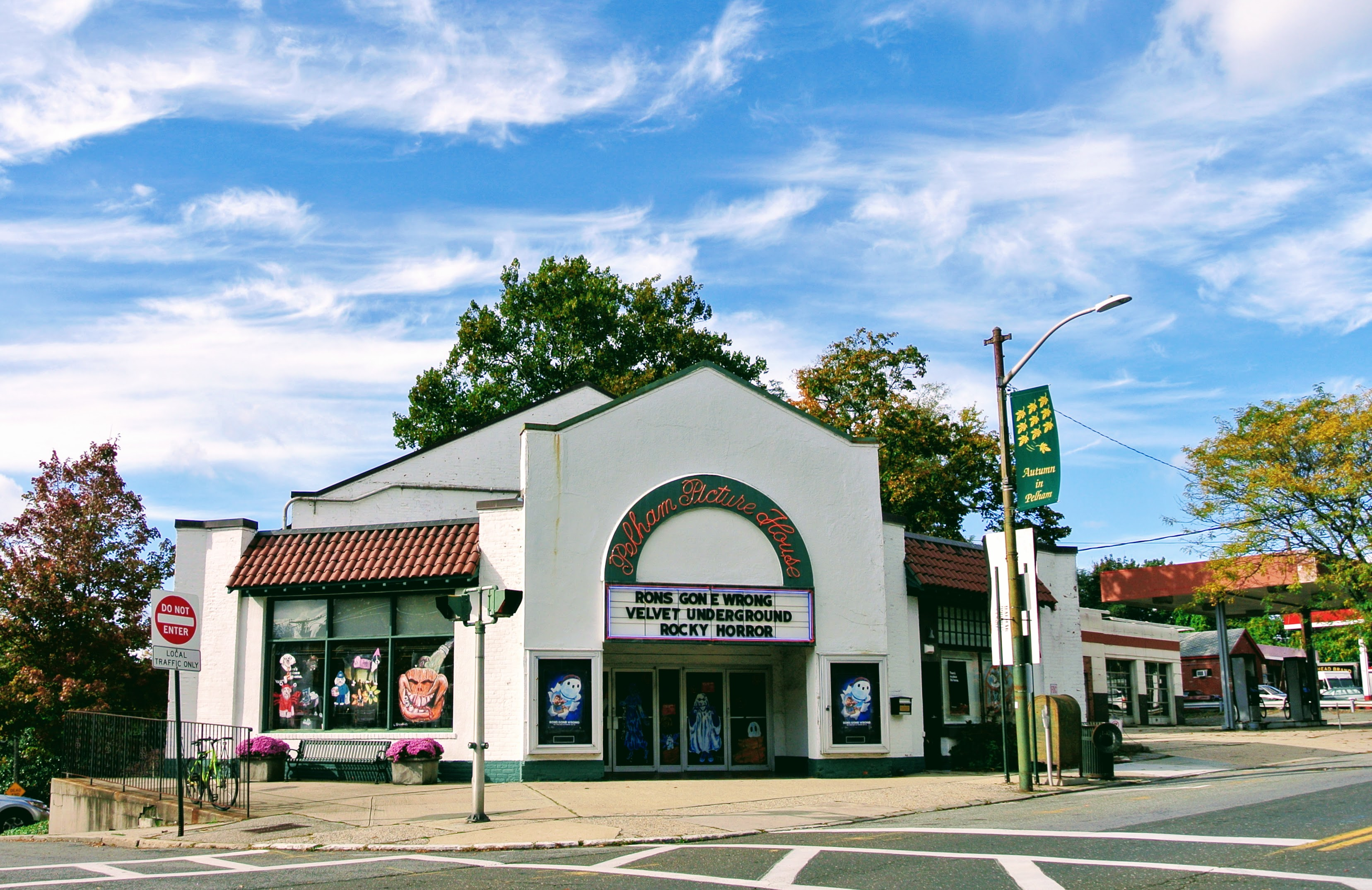
Pelham Picture House
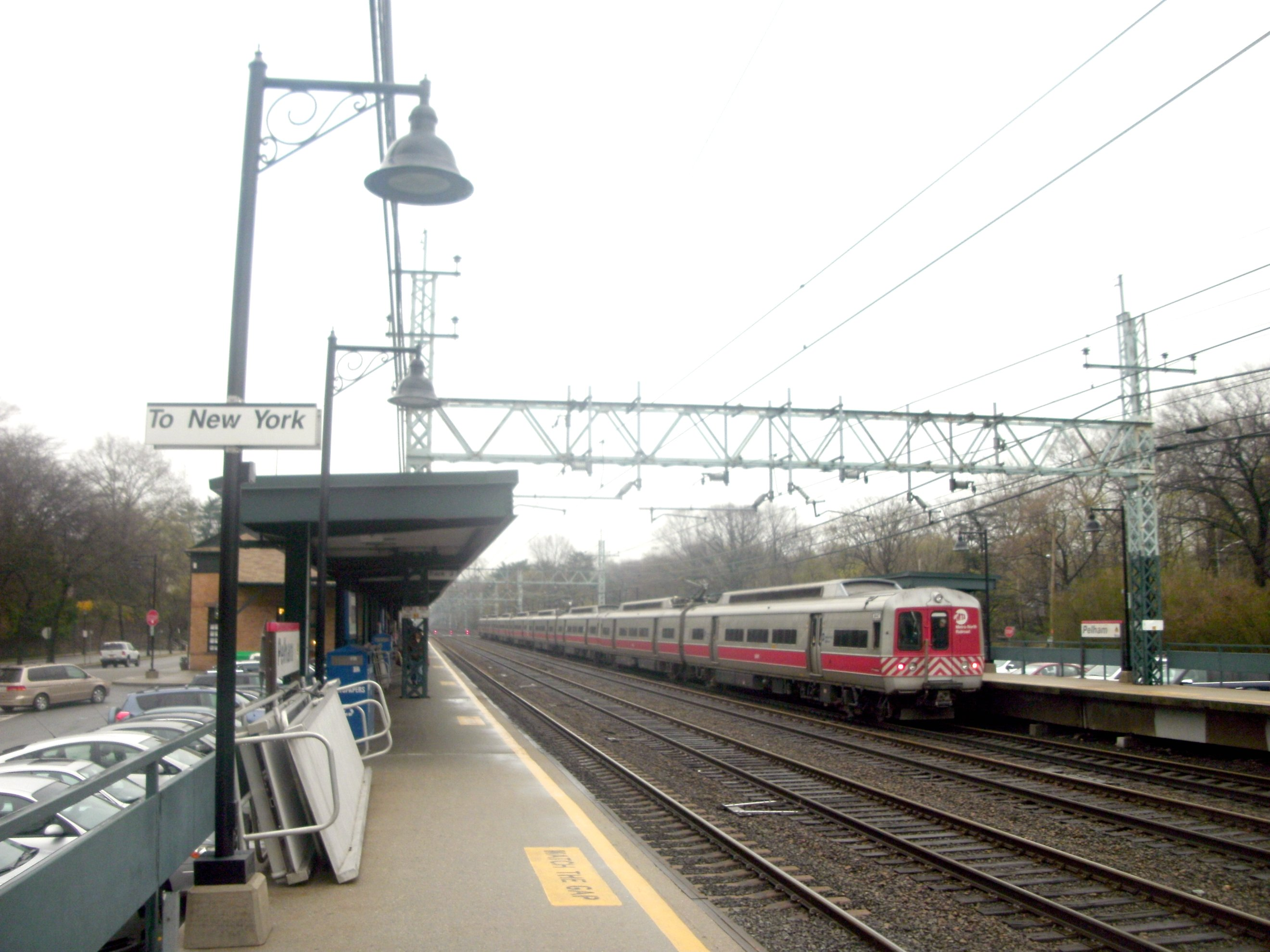
Station Pelham
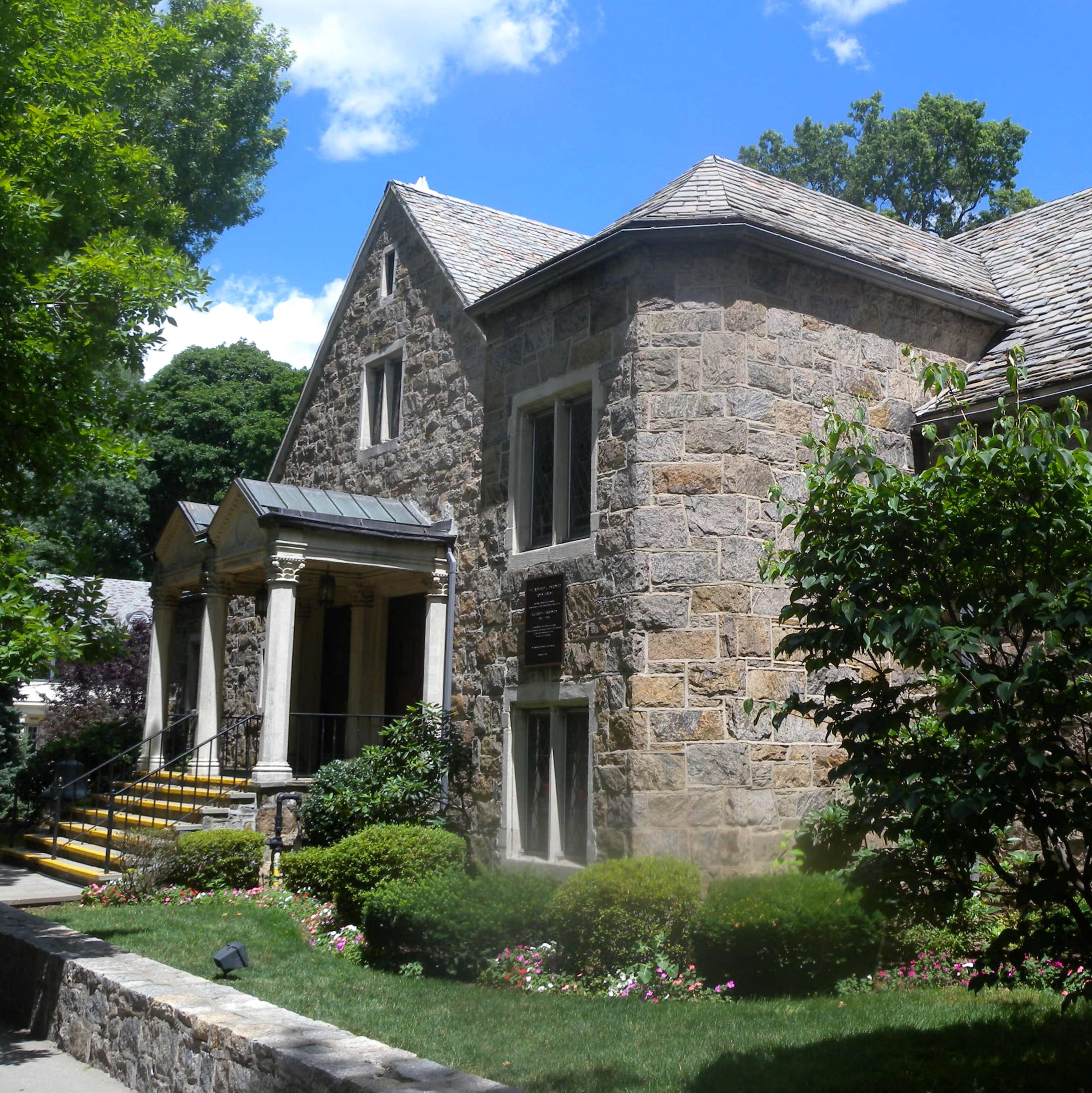
Daronco Town House